# 恰普利伊夫卡
51°43′12″N 33°12′31″E / 51.72000°N 33.20861°E
恰普利伊夫卡（烏克蘭語：Чапліївка）是位於烏克蘭東北部的村莊，由蘇梅州紹斯特卡區的紹斯特卡市鎮負責管轄。該村處於奧索塔河畔，分別距離克利什基5公里和蒂馬尼夫卡7公里，海拔高度123米，2001年人口1,438。